# Jacques Mahieux
Pour les articles homonymes, voir Mahieux.
Ne doit pas être confondu avec Jacques de Mahieu.
Jacques Mahieux, né le 24 juin 1946 à Guise (Aisne) et mort le 10 mars 2016 à Prisches (Nord), est un musicien français. Chanteur, auteur-compositeur et instrumentiste, il est en particulier connu pour avoir joué de la batterie dans plusieurs formations de jazz.

## Biographie
Il fait ses études à l'école normale de Laon et participe à divers ensemble en tant que clarinettiste tout d'abord, puis batteur et chanteur plus tard. Au cours des années 1970 et 1980 il participe au Dharma quintet ainsi qu'à divers projets où il officie en tant que chanteur ou batteur. Il enregistre ainsi des parties de batteries pour Champion Jack Dupree ou pour le trio de Philippe Deschepper, avec le bassiste Jean-Luc Ponthieux (EAO, « Et Autres noms d'Oiseaux »).
Deux albums "solo" verront jour; Jacques officie en tant que chanteur. "Chantage(s)" 1991 et "MAHIEUX" 1993.
Par la suite, il se consacre entièrement au jazz. Il joue dans le quartette de Henri Texier, dans le Big Band de Guitares de Gérard Marais, ainsi qu'avec diverses formations de Claude Barthélemy, Sylvain Kassap et Michel Godard. Membre du collectif Zhivaro, il renoue quelque temps avec sa carrière de chanteur à la fin des années 1980 et durant les années 1990. Il participe également au projet "Paris-Musette", avec entre autres Jo Privat, Marcel Azzola, Didier Roussin, ce qui le réconciliera avec l'accordéon. Instrument qu'il accompagnera avec brio dans l'album " Alboreà" en 1995.
À la fin des années 1990, il fonde un quartet avec Vincent Mascart, Olivier Benoit et Nicolas Mahieux, avec lequel il reprend des extraits des répertoires de ses anciens compagnons de route. La formation a publié un disque en 1999 et est toujours active aujourd'hui.
Il est réputé pour son jeu de batterie d'une grande sensibilité, capable de faire revivre un thème musical entier dans un solo.

## Discographie (incomplète)
- Janis The Pearl... (avec Franck Tortiller et son orchestre), 2012, MCO Label.
- "Peaux d'âmes" - Mahieux "Family Life" quartet (avec Géraldine Laurent, Olivier Benoît, Nicolas Mahieux, Jérémie Ternoy) Circum-Disc, MVS Distribution, 2011
- Between the Lines (avec Éric Plandé, Joachim Kühn, Jacques Mahieux, François Verly, Moina Erichson ), 2006, Cristal Records
- Abyss (avec Éric Plandé, Nicolas Mahieux et Claude Barthélemy), 2005, Cristal Records.
- Structure minimale (avec Pierre Tranier, Geoffroy Tamisier et Jean Luc Ponthieux), 2008, Cristal Records[2].
- Natural Reserve (avec Gérard Marais, Steve Swallow, Vincent Courtois, Renaud Garcia-Fons, Nicolas Krassik) 2001, Label Hopi.
- Moderne (avec Claude Barthélémy, Jean-Luc Ponthieux), 1983, Owl Records.
- Franche Musique (avec Nicolas Mahieux, Olivier Benoît, Vincent Mascart), 1999, Label Hopi.
- Alboreà (avec Renaud Garcia-Fons, Jean Louis Matinier, Yves Torchinsky), 1995, ENJA Records
- MAHIEUX (avec Sylvain Kassap, Philippe Deschepper, David Pouradier Duteil, Fabrice Devienne) 1993 EVIDENCE.
- Chantage(s) (avec Sylvain Kassap, Philippe Deschepper, Fabrice Devienne, John Graves, J-F Canape, David Pouradier Duteil, I-Yves Rousseau...), 1991, Evidence.
- La Companera (avec Henri Texier, Philippe Deschepper, Louis Sclavis), 1983, Label Bleu.
- Paris-Batignolles (avec Henri Texier, Joe Lovano, Philippe Deschepper, Louis Sclavis), 1986, Label Bleu.
- Mad Nomads (avec Henri Texier, Julien Lourau, François Corneloup, Bojan Z, Sébastien Texier, Noël Akchoté), 1995, Label Bleu.
- Sad Novi Sad, (avec Philippe Deschepper, Steve Swallow, Henri Texier, Gérard Marais, Michel Godard, Martin Fredebeul), 1986, IDA Records.
- Baby Boom, (avec Philippe Deschepper, Jean-Luc Ponthieux, Martin Fredebeul), 1988, IDA Recors